# Pieter Lucius Wentholt
Pieter Lucius Wentholt (Nijehaske, 14 januari 1822 − Heiloo, 29 juni 1883) was een Nederlands burgemeester.

## Biografie
Wentholt was een telg uit het geslacht Wentholt en een zoon van Jan Wentholt (1792-1857), rijksbetaalmeester te Alkmaar, en jkvr. Christina Helena Geertrulda Lycklama à Nyeholt (1793-1868), telg uit het geslacht Lycklama à Nijeholt en dochter van politicus jhr. Tinco Martinus Lycklama à Nijeholt (1766-1844). Hij trouwde in 1854 met jkvr. Jeannette Agnes van Foreest (1822-1891), telg uit het oud-adellijke geslacht Van Foreest en dochter van politicus jhr. mr. Dirk van Foreest (1792-1833). Zij kregen samen vijf kinderen, onder wie burgemeester Dirk Wentholt (1863-1928). Ook een neef (oomzegger), Dirk Nicolaas Wentholt (1857-1930), werd burgemeester.
Wentholt werd in 1854 burgemeester en secretaris van Limmen  en van Heiloo, hetgeen hij tot zijn overlijden zou blijven. Hij overleed in die laatste plaats op 61-jarige leeftijd.